# スペクタクルスペクトル
『スペクタクルスペクトル』は、タツノコプロ製作のマルチエンタメプロジェクトである。

## 概要
2020年6月26日、タツノコプロ初のネット配信企画として発足。
ボイスドラマをメインに、MV・SPOTとのコラボレーションによるボイストレーニング動画・「歌ってみた」動画・日本パーソナルカラー協会一部監修による「色神による色講座」をYouTubeにて展開。
2021年6月26日より、Faniconにて公式ファンクラブ「speCLUB」発足。

## 作品解説

### タイトル
正式名称及び公式Twitterは「SPECTACLE Spectrum」だが、公式YouTube表記はカタカナ。略称はスペスペ。

### 作風
メインターゲットを女性とし、ボイスドラマをはじめ、オリジナルソング、ボイストレーニング及び「歌ってみた」動画、色について学べる動画まで、内容は多岐にわたる。
ストーリーと各コンテンツが連動している。メインキャストはオーディションで選ばれた新人男性声優であり、キャラクターのアイドルとしての成長とキャストの成長も同時に楽しめる仕様。

## 作品展開

### メインストーリー
YouTubeにおいては全12話＋【サーガ】編2話のボイスドラマ。続きは公式ファンクラブ内にて展開。色の世界「ルーパ」から追放された真朱・雄黄・山葵の3色神が、人間界で生活しアイドルとして成功すべく奮闘するストーリー。【サーガ】編においては、メインストーリーに至るいきさつ及び色神の役割が展開されている。

### ショートボイスドラマ
メインストーリーからは外れ、かつ物語の長さとしても短いボイスドラマ。3色神の会話形式のもののみならず、自己紹介やファッションチェックなど、各色神が語るものも存在する。

### ボイストレーニング編
全11回。SPOTとのコラボレーション企画。
3色神が指導役キャラクター紫苑の下でプロのボイストレーニングメニューに挑む動画。ボイストレーニング・早口言葉・積み上げ歌・寸劇の4種類。
3色神のキャストが顔を隠して挑む。

### 歌唱表現力養成
3キャラクター×4曲の全12回。3色神が指導役キャラクター紫苑の下で「歌ってみた」動画に挑む動画。
3色神のキャストが顔を隠して挑む。

### 色神による色講座
監視役キャラクターであるセルリアン・サンゴによる、パーソナルカラーをはじめとする色による各種効果、各色の歴史など色について学べる講座。
日本パーソナルカラー協会一部監修。各色についてはJIS慣用色名に則って説明がなされている本格仕様。

## 公式ファンクラブ「speCLUB」
Faniconにて展開する有料コンテンツ。当初隔週ペースでの更新であったが、週1～3回の更新に増強された。
基本的にはYouTube内コンテンツの続き。加えて、キャスト顔出しによる収録の裏話やライブ配信、キャラクターたちからのコメント投稿、動画配信、ボイス配信。
会員人数により今後の展開が変わる仕様。第1ステージ・500人加入でセルリアン＆サンゴのオリジナル楽曲配信。

## イベント
- 2022年5月4日 - SPECIAL MOTION IMPRESS LIVE 2022出演（PiLiLi）[6]。

## 登場人物

### 追放された3色神
人間界に追放され、六畳一間のアパートにて共同生活を行う。「働かざる者食うべからず」という人間界のルール（最高神は「呪い」と言った）に則り、かつ色神に必要な光を集めるため、アイドルを志す。
アイドルユニット名はPiLiLi（ピリリ）。
真朱（しんしゅ）
声 - 朝日一道 
赤色系の元色神。人間界では赤いスカジャンを着ている。3色を追放した最高神の息子。幼いころからの親友である雄黄を庇い、アクシデントにより人間界に追放となる。心優しくポジティブな性格。困っている人を放っておけず「お人好しが服を着て歩いている」とまで称される。成績はいつでも1位の超エリートだが本人にその自覚はなく、むしろボケキャラとして動くことが多い。笑うと八重歯があり、時々眼鏡をかけている。
雄黄（ゆうおう）
声 - 新恋 
黄色系の元色神。人間界では黄色のパーカーを着ている（夏以外はパーカー着用）。本来正式に追放処分が決まっていたのは雄黄のみであった。未知なる色「カラ色」に興味を示し行動に移すといった、好奇心旺盛な行動派。言葉遣いも荒く、学生時代も授業に出なかったり立入禁止区域に侵入したりといった不良だが、純粋な心を持つ。アイドルとしての力は3色の中で最も高く、課されるメニューも高度。
山葵（わさび）
声 - 明峰柚月 
緑色系の元色神。ファッションに対するこだわりが最も強い古着マニア。雄黄の弟で、ルーパ・人間界ともに兄のトラブルに巻き込まれる（人間界追放も兄に巻き込まれてのことであった）。3色唯一のツッコミ担当でしっかり者。他人の尻拭いに回りがちだが、駄々をこねたり泣いたりして周囲を巻き込む時はかなり頑固。常に大きなリュックを背負っている。情報収集が得意でコミュニケーション能力も高い。

### 指導役
紫苑（しおん）
声 - 浪川大輔 
紫色系の元色神。人間界では紫色のセットアップを着ている。3色のアイドル活動におけるコーチとして自ら名乗りを上げる。3色より先に追放処分となり、人間界でアイドルとして一世を風靡した経験を持つが現在は引退している。黄丹の知り合い。自他ともに認める「カリスマ」。話し方は回りくどい。

### 監視役
3色神と紫苑の接触がルーパで騒ぎとなり派遣された。
セルリアン
声 - 伊東健人 
青色系の色神。正式名称はセルリアンブルー。濃い青の服を着ている。硬派で真面目な野心家で、ルーパで出世するために監視役に志願、ゆくゆくは最高神になりたいと思っている。真朱に強く執着している。真面目に監視任務に取り組むが、相棒のサンゴの行動は制御できず流されがち。学生時代は優等生であっただけあり、色の説明もカッチリとしている。
サンゴ
声 - 海渡翼 
ピンク色系の色神。正式名称は珊瑚色。派手なピンク色の服を着ている。思考も話し方も軽く、楽しそうだから、山葵に会いたいからという軽い理由で監視役に志願。監視の暇つぶしに「色神による色講座」を始めるなど真面目とは言えないが、要領がよく色神としての任務は忘れていない。3色を監視しながらもアイドル活動に興味を持っている。

### その他サブキャラクター
最高神
ルーパの最高神。真朱の父親。3色神を追放するもその身の上を案じ、人間界で生活できるよう居住地と人間界マニュアル、スマホを与えるが、本人は否定している。
黄丹（おうに）
オレンジ色系の色神。ルーパの最高神の使い。最高神の息子である真朱に特に愛着がある。一人称は「我」で声が大きい。本作の広報担当を担っていた。
マッドマット博士
色の世界の禁忌を犯しルーパの果てに追いやられた男。正体不明で何色の色神なのかは不明。雄黄追放に絡んでいる。
ダイアット教授
ルーパの学校の教員で外界研究家。雄黄とそりが合わない。
しいたけ爺
雄黄の将棋仲間。しいたけ会館にいる。
ケンタ
公園のガキ大将。

## あらすじ
人間界から遠く離れた場所に、色の世界「ルーパ」が存在し、色神は人間に、色を通してさまざまな作用を起こしていた。
その一方、ルーパでは都市伝説的な存在として「カラ色」というものがささやかれていた。
雄黄は「カラ色」を見ようとするも、それがルーパにおける禁忌であるとして追放処分を受ける。
山葵・真朱は雄黄の追放を止めようとするが、雄黄に巻き込まれて追放。3色神は人間界にたどり着く。
3色神は人間界でアイドルになることを決め、見様見真似で楽曲を作って動画を配信する。
人間界で生活、アイドルになるべく奮闘してきた彼らのもとに、ある日彼らより先に人間界追放となった元色神・紫苑が現れ、自らコーチとなることを申し出る。そのことはルーパで騒ぎとなり、セルリアン・サンゴの2色が派遣される。

## 楽曲

### 3色神による楽曲
「Halo」
作詞・作曲・編曲　山口朗彦
ボイスドラマ3話と連動。
「Clap Your Hands!!!」
作詞・作曲・編曲　山口朗彦
ボイスドラマ7話と連動。
「I'll」
作詞・作曲・編曲　河合英嗣
ボイスドラマ9・10話と連動。

### 3色神ソロ楽曲
「Shine Up!」
歌：雄黄
「ピポドリ」
歌：山葵
「Hop Step Sun」
歌：真朱